# 培尔·金特
《培尔·金特》 (Peer Gynt，per gʏnt)，是挪威著名剧作家易卜生的代表作之一，出版于1867年11月14日。1876年2月24日首演于克里斯蒂安尼亚，作曲家格里格為此劇撰寫配樂。该剧以韵文写成，充满着魔幻色彩。 